# Jean Perrée-Duhamel
Jean François Julien Perrée dit Perrée-Duhamel, né le 15 février 1744 à Granville, et mort dans la même ville le 21 mai 1822, est un homme politique français.

## Biographie
Issu d'une illustre famille granvillaise de corsaires et de négociants, remontant au moins au XVe siècle, et dont l'un des aïeux, Jean Perrée-Duhamel, fut corsaire à la fin du XVIIe siècle, il est le cousin de Pierre-Nicolas Perrée-Duhamel avec lequel il a été parfois confondu.
Négociant et échevin avant la Révolution française, il était administrateur de l'hôpital de la cité. 
Le 27 février 1789, il participe avec son cousin à la rédaction du cahier de doléances, et tous deux font partie des huit électeurs représentant la ville à l'Assemblée préliminaire du tiers état à Coutances. Il est élu deuxième sur 8 députés le 28 mars suivant. Il signe le serment du Jeu de paume et siège au comité d'agriculture et de commerce. Il vote entre autres pour les assignats et la rattachement d'Avignon à la France.
À la dissolution de la Constituante, il rentre à Granville, où il est élu officier municipal. Le 8 octobre 1793, Jean-Baptiste Le Carpentier le fait arrêter ; il est assigné à résidence durant dix mois. Il décline toute proposition de nouveau poste jusqu'en 1814 où il est adjoint à la mairie. Avec l'ensemble du conseil municipal, il jure obéissance à l'Empereur sous les Cent-jours puis reconnaît la Seconde Restauration.